# Pandora (Internetradio)

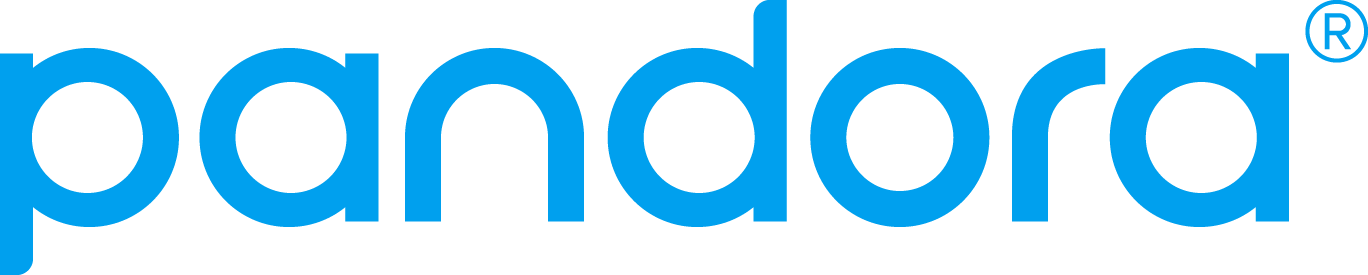
Logo des Internetradios Pandora

Pandora ist ein Internetradio der Pandora Media. Aus lizenzrechtlichen Gründen darf Pandora nur innerhalb der Vereinigten Staaten genutzt werden, Zugriffe von außerhalb werden blockiert. Bis zum 31. Juli 2017 war der Sender auch in Australien und Neuseeland empfangbar.
Am 31. Dezember 2015 hatte der Sender 81,1 Millionen aktive Hörer. Neben dem kostenpflichtigen Abonnement besteht auch die Möglichkeit zum werbefinanzierten Hören, welches die große Mehrzahl der Nutzer in Anspruch nimmt. Laut einer US-amerikanischen Studie ist Pandora mit einem Anteil von 28 % bei Internetusern über 12 Jahren das beliebteste Internetradio.
In der Datenbank sind über 1.500.000 Titel (Stand: März 2015) verfügbar, sortiert nach 450 Attributen.

## Ursprung

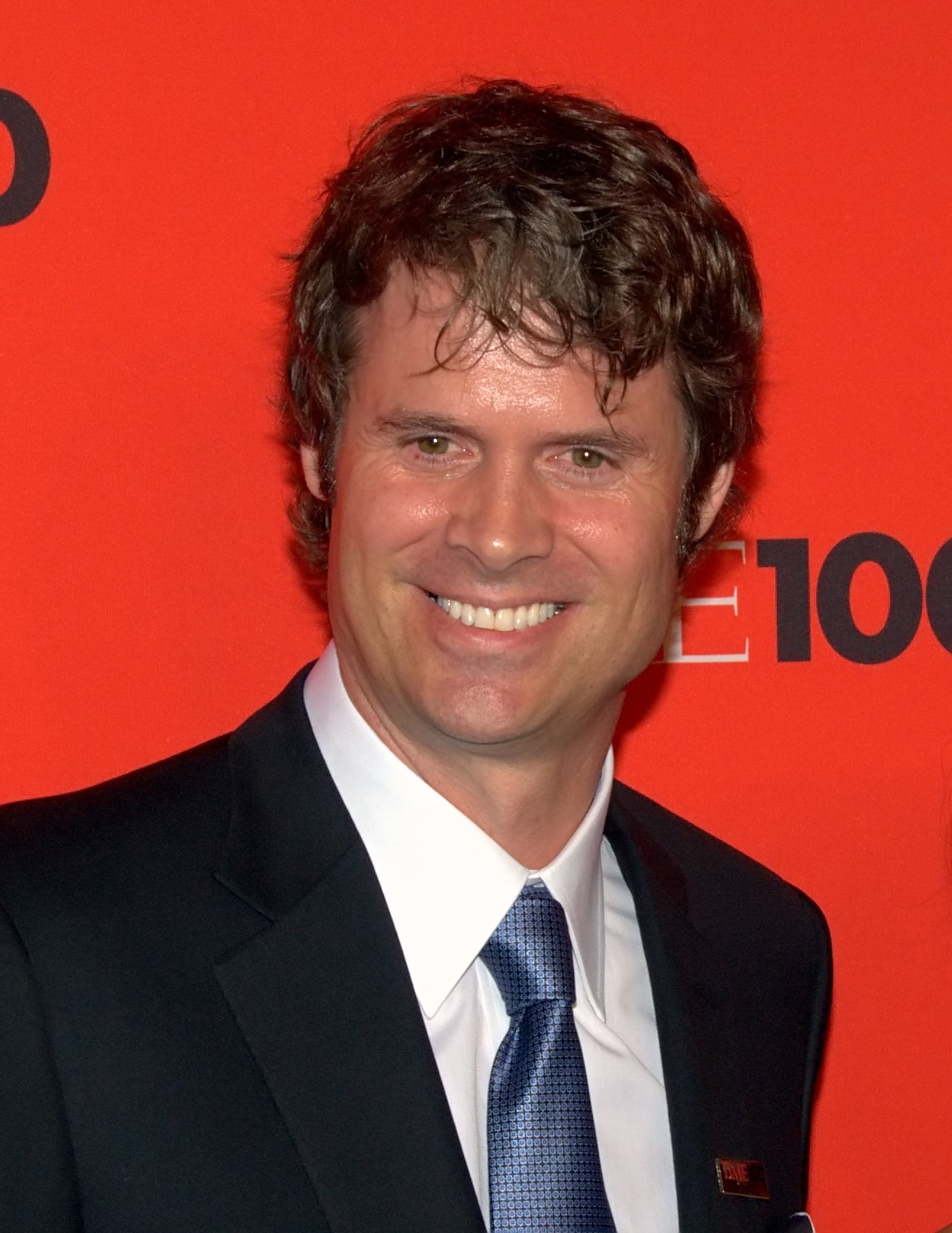
Tim Westergren, Gründer von Pandora

Pandora basiert auf dem Music Genome Project, das am 6. Januar 2000 von Tim Westergren gegründet wurde. Westergren setzte sich mit professionellen sowie Amateur-Musikern zusammen und versuchte Musikstücken unterschiedliche Attribute zuzuordnen. Innerhalb von fünf Jahren wurden Titel von 10.000 Interpreten auf diese Weise untersucht.
Der Name Music Genome Project leitet sich von dem Human Genome Project ab, dessen Ziel es war, das menschliche Genom zu sequenzieren.

## Funktionsweise
Der Benutzer gibt zuerst den Titel eines Liedes oder den Namen eines Interpreten ein. Ist er in der Titeldatenbank enthalten, werden musikalisch ähnliche Titel gesucht und als Radioprogramm eingespielt. Der Hörer spezifiziert seinen Musikgeschmack, indem er zu einzelnen Liedern angibt, ob sie ihm gefallen oder nicht. Das Wiedergabefenster verweist direkt auf Amazon und den iTunes Store, wo die entsprechenden Alben gekauft werden können.
Es ist nicht möglich, innerhalb einzelner Lieder zurückzuspulen oder diese wiederholt abzuspielen. Außerdem kann man sich nicht auf einen bestimmten Künstler oder eine Band festlegen, sondern ist auf die Zufallsauswahl durch Pandora angewiesen. Pro Stunde kann die „Lied überspringen“-Funktion bis zu sechs Mal verwendet werden; ein Neustart Pandoras umgeht dies allerdings.
Die Seite zeigt ihren Inhalt mit dem proprietären Flash Player an, welcher auch die Musik abspielt. Es gibt aber auch eine ganze Reihe von Standalone-Playern.
Aus lizenzrechtlichen Gründen werden seit dem 3. Mai 2007 Zugriffe von außerhalb der USA, Australien und Neuseeland anhand der IP-Adresse erkannt und blockiert, britischen Nutzern gewährte man noch bis 15. Januar 2008 den Zugriff. Die bisher gespeicherten Daten zu angelegten Radiostationen und musikalischen Vorlieben blieben jedoch erhalten, so dass zu einem späteren Zeitpunkt, wenn die Lizenzen dies zulassen sollten, der Zugriff auf schon angelegte Profile wieder ermöglicht werden kann.